# 汾阴古城址及墓地
汾阴古城址及墓地，位于山西省运城市万荣县宝鼎乡庙前村北500米，是中华人民共和国山西省文物保护单位之一。
1986年8月18日，授予山西省文物保护单位，是一座古遗址。